# Ambassade van Suriname in China
De ambassade van Suriname in China is gevestigd in Peking.
De eerste ambassadeur was Henk Herrenberg. Hij werd op 5 januari 1998 door de regering-Wijdenbosch beëdigd en vertrok kort daarna naar Peking om daar de diplomatieke post op te zetten.

## Ambassadeur
De huidige Surinaamse ambassadeur in China is Pick Fung Chong (sinds 2022).